# Quintus Volusius Saturninus (préfet)
Pour les articles homonymes, voir Quintus Volusius Saturninus.
Quintus Volusius Saturninus (fl. -51--50) est un Romain du Ier siècle av. J.-C.

## Biographie
Chevalier,iIl se marie avec Claudia, sœur de Tiberius Claudius Nero. et est le père de Lucius Volusius Saturninus.
Il est un des officiers au service du proconsul de Cilicie Cicéron entre -51 et -50. Ce dernier, qui apprécie son désintéressement, l'envoie dans la province de Chypre, pour traiter les litiges des commerçants romains,.